# Poncey-sur-l'Ignon
Poncey-sur-l'Ignon est une commune française située dans le département de la Côte-d'Or en région Bourgogne-Franche-Comté.

## Géographie
Commune située sur l'Ignon, affluent de la Tille.

### Climat
Pour des articles plus généraux, voir Climat de la Bourgogne-Franche-Comté et Climat de la Côte-d'Or.
En 2010, le climat de la commune est de type climat des marges montargnardes, selon une étude du Centre national de la recherche scientifique s'appuyant sur une série de données couvrant la période 1971-2000. En 2020, Météo-France publie une typologie des climats de la France métropolitaine dans laquelle la commune est exposée à un climat océanique altéré et est dans la région climatique  Lorraine, plateau de Langres, Morvan, caractérisée par un hiver rude (1,5 °C), des vents modérés et des brouillards fréquents en automne et hiver. 
Pour la période 1971-2000, la température annuelle moyenne est de 10,1 °C, avec une amplitude thermique annuelle de 16,5 °C. Le cumul annuel moyen de précipitations est de 985 mm, avec 13,6 jours de précipitations en janvier et 8,9 jours en juillet. Pour la période 1991-2020, la température moyenne annuelle observée sur la station météorologique de Météo-France la plus proche, « Saint-Martin-du-M », sur la commune de Saint-Martin-du-Mont à 7 km à vol d'oiseau, est de 9,9 °C et le cumul annuel moyen de précipitations est de 938,1 mm,. Pour l'avenir, les paramètres climatiques de la commune estimés pour 2050 selon différents scénarios d'émission de gaz à effet de serre sont consultables sur un site dédié publié par Météo-France en novembre 2022.

## Urbanisme

### Typologie
Au 1er janvier 2024, Poncey-sur-l'Ignon est catégorisée commune rurale à habitat très dispersé, selon la nouvelle grille communale de densité à 7 niveaux définie par l'Insee en 2022.
Elle est située hors unité urbaine. Par ailleurs la commune fait partie de l'aire d'attraction de Dijon, dont elle est une commune de la couronne,. Cette aire, qui regroupe 333 communes, est catégorisée dans les aires de 200 000 à moins de 700 000 habitants,.

### Occupation des sols
L'occupation des sols de la commune, telle qu'elle ressort de la base de données européenne d’occupation biophysique des sols Corine Land Cover (CLC), est marquée par l'importance des forêts et milieux semi-naturels (56,9 % en 2018), une proportion sensiblement équivalente à celle de 1990 (56,6 %). La répartition détaillée en 2018 est la suivante : 
forêts (56,9 %), terres arables (31,2 %), prairies (10,3 %), zones urbanisées (1,5 %). L'évolution de l’occupation des sols de la commune et de ses infrastructures peut être observée sur les différentes représentations cartographiques du territoire : la carte de Cassini (XVIIIe siècle), la carte d'état-major (1820-1866) et les cartes ou photos aériennes de l'IGN pour la période actuelle (1950 à aujourd'hui).

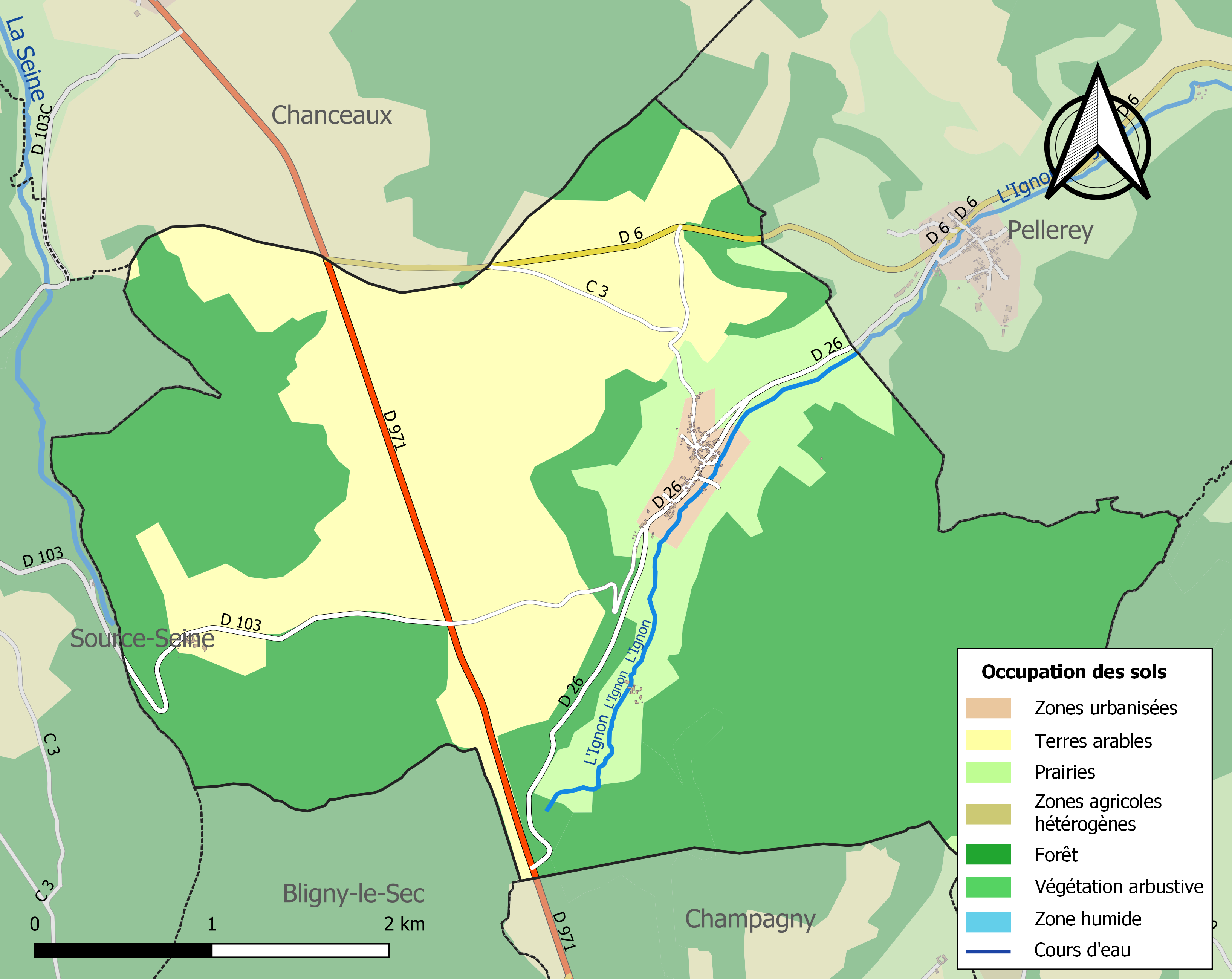
Carte des infrastructures et de l'occupation des sols de la commune en 2018 (CLC).

## Histoire
Histoire du Manoir
Charles Huard, artiste dessinateur, rencontre Poncey-sur-l'Ignon pendant la Seconde Guerre mondiale car sa femme, Frances Huard, née Simpson, américaine de naissance, est recherchée par la Gestapo pour avoir été la voix de la France libre en Amérique, et pour certains actes de Résistance. Dans le but de se cacher à la campagne, son mari l'emmène en Bourgogne dans la maison de leurs amis, la famille Petitot. Ils tombent amoureux de ce coin de Bourgogne et promettent d'y construire une résidence. Pour ce faire, ils récupèrent les vieilles pierres de démolition et issues des bombardements, et construisent le Manoir avec l'aide d'un maçon italien en 1943.
Le manoir comprenant des collections d'objets d'art, se visitera après le décès de Frances Huard, après avoir été légué à la Fondation pour l'Art et la Culture, grâce à son conservateur, Georgette Petitot, dite « Ursula » ou « Zette ».
Il a été vendu par la suite après liquidation des biens de la Fondation, et est aujourd'hui une propriété privée.
Sources : Aimée Petitot, belle-sœur de Georgette Petitot, décédée le 20 décembre 2009.

## Politique et administration
| Période                                  | Période  | Identité        | Étiquette | Qualité                                                      |
| ---------------------------------------- | -------- | --------------- | --------- | ------------------------------------------------------------ |
| 2008                                     | En cours | Éliane Lépine   |           | Retraitée Suppléante du député LR Hubert Brigand depuis 2022 |
| mars 2001                                | 2008     | Philippe Gamin  |           |                                                              |
| Avant 1988                               | 2001     | Pierre Commaret |           |                                                              |
| Les données manquantes sont à compléter. |          |                 |           |                                                              |

## Démographie
L'évolution du nombre d'habitants est connue à travers les recensements de la population effectués dans la commune depuis 1793. Pour les communes de moins de 10 000 habitants, une enquête de recensement portant sur toute la population est réalisée tous les cinq ans, les populations de référence des années intermédiaires étant quant à elles estimées par interpolation ou extrapolation. Pour la commune, le premier recensement exhaustif entrant dans le cadre du nouveau dispositif a été réalisé en 2008.

En 2022, la commune comptait 82 habitants, en évolution de +13,89 % par rapport à 2016 (Côte-d'Or : +0,82 %, France hors Mayotte : +2,11 %).
| 1793 | 1800 | 1806 | 1821 | 1831 | 1836 | 1841 | 1846 | 1851 |
| ---- | ---- | ---- | ---- | ---- | ---- | ---- | ---- | ---- |
| 303  | 303  | 320  | 306  | 344  | 393  | 414  | 408  | 408  |

| 1856 | 1861 | 1866 | 1872 | 1876 | 1881 | 1886 | 1891 | 1896 |
| ---- | ---- | ---- | ---- | ---- | ---- | ---- | ---- | ---- |
| 353  | 318  | 294  | 264  | 252  | 253  | 239  | 203  | 208  |

| 1901 | 1906 | 1911 | 1921 | 1926 | 1931 | 1936 | 1946 | 1954 |
| ---- | ---- | ---- | ---- | ---- | ---- | ---- | ---- | ---- |
| 183  | 184  | 169  | 127  | 137  | 137  | 125  | 136  | 154  |

| 1962 | 1968 | 1975 | 1982 | 1990 | 1999 | 2006 | 2008 | 2013 |
| ---- | ---- | ---- | ---- | ---- | ---- | ---- | ---- | ---- |
| 144  | 122  | 105  | 107  | 66   | 81   | 84   | 85   | 69   |

| 2018 | 2022 | - | - | - | - | - | - | - |
| ---- | ---- | - | - | - | - | - | - | - |
| 83   | 82   | - | - | - | - | - | - | - |

## Culture locale et patrimoine

### Lieux et monuments
La commune compte 2 monuments inscrits à l'inventaire des monuments historiques, 17 monuments ou édifices répertoriés à l'inventaire général du patrimoine culturel, 7 objets répertoriés à l'inventaire des monuments historiques et 43 objets répertoriés à l'inventaire général du patrimoine culturel.
- L'église Saint-Barthélemy, construite de 1785 à 1787 d'après des plans de Pierre-Jean Guillemot, ingénieur des ponts et chaussées[20].
- Les lavoirs de la Grande Rue et du Bourg.
- Le monument aux morts.

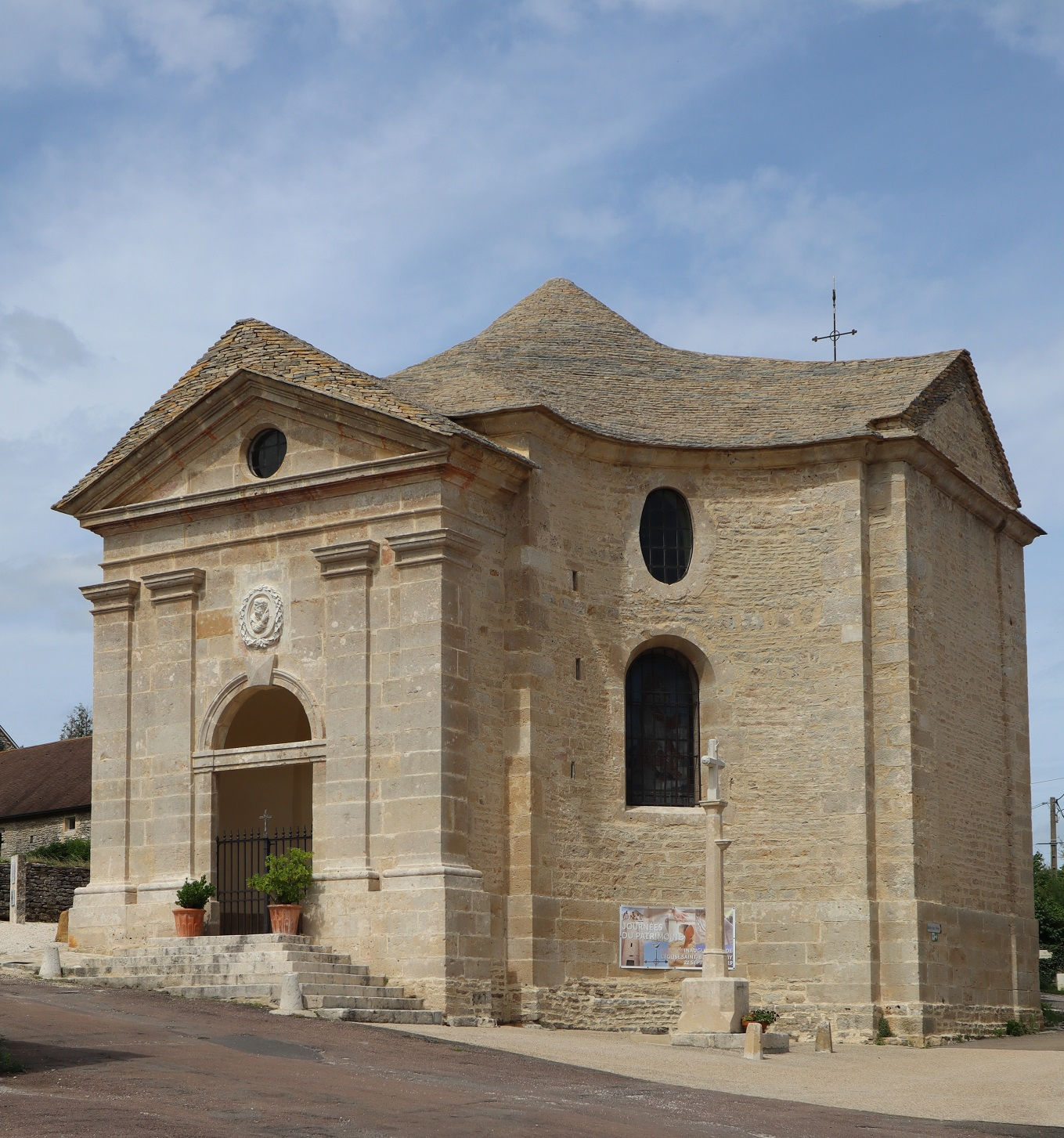
L'église Saint-Barthélemy.
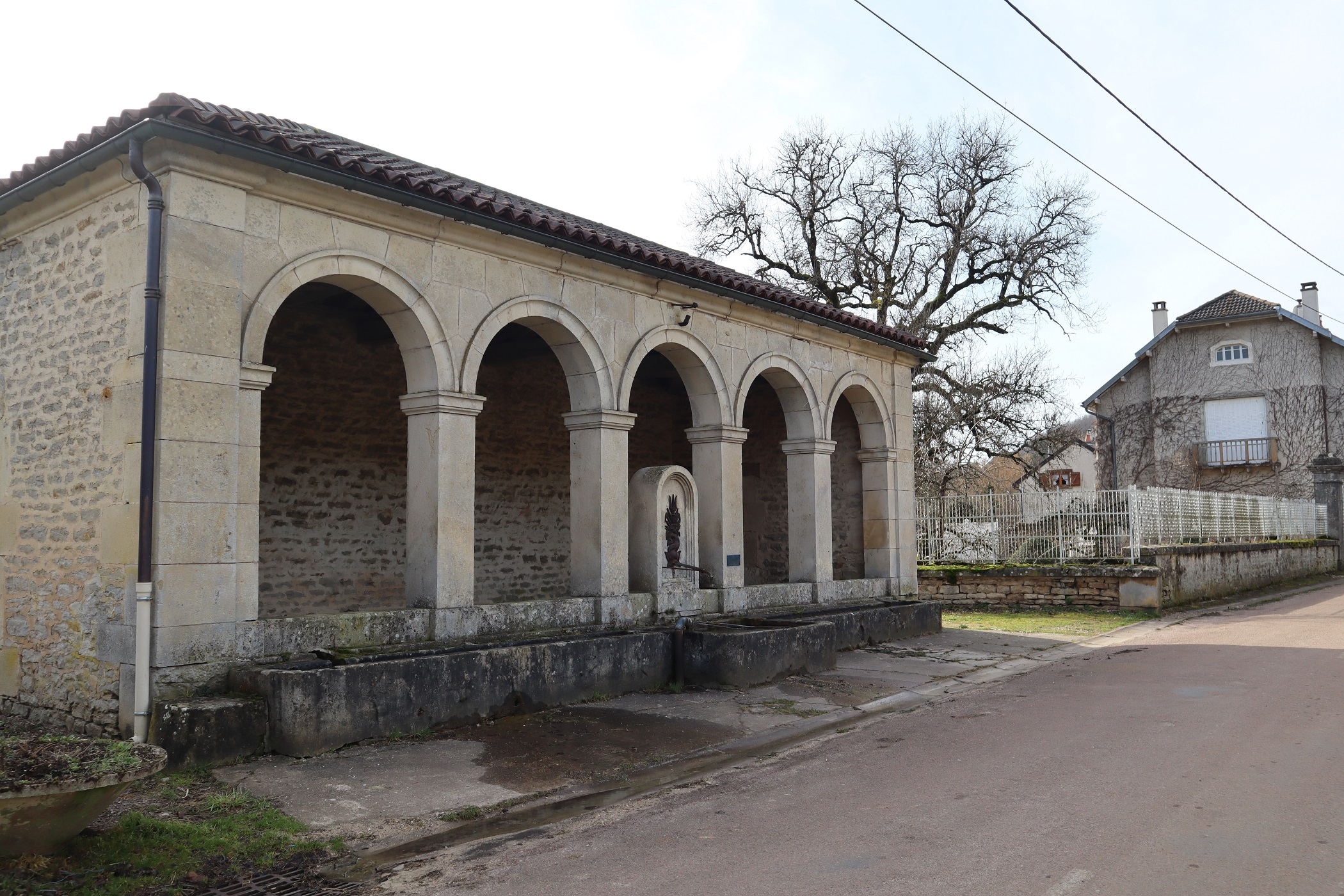
Le lavoir de la Grande Rue.
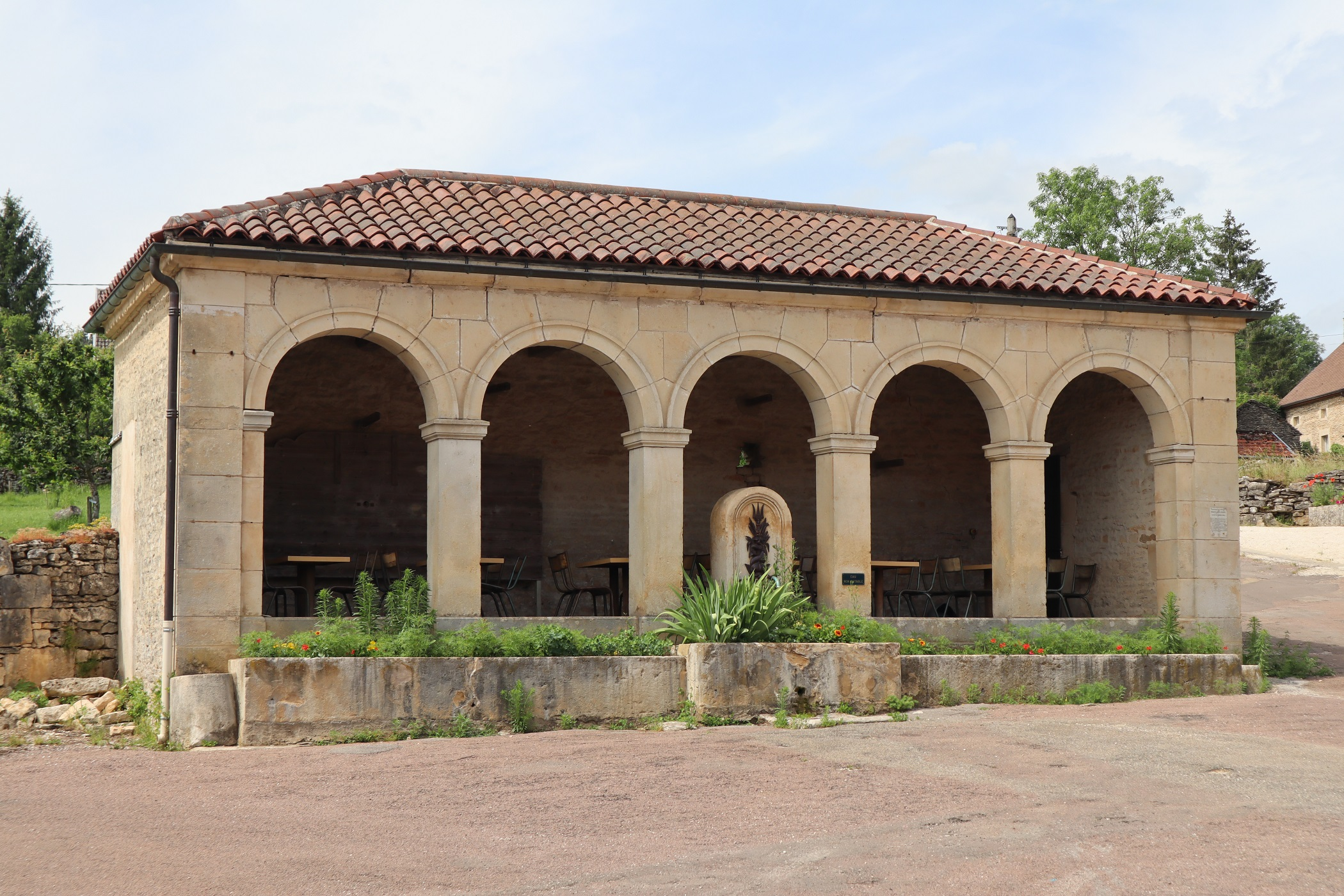
Le lavoir du bourg.
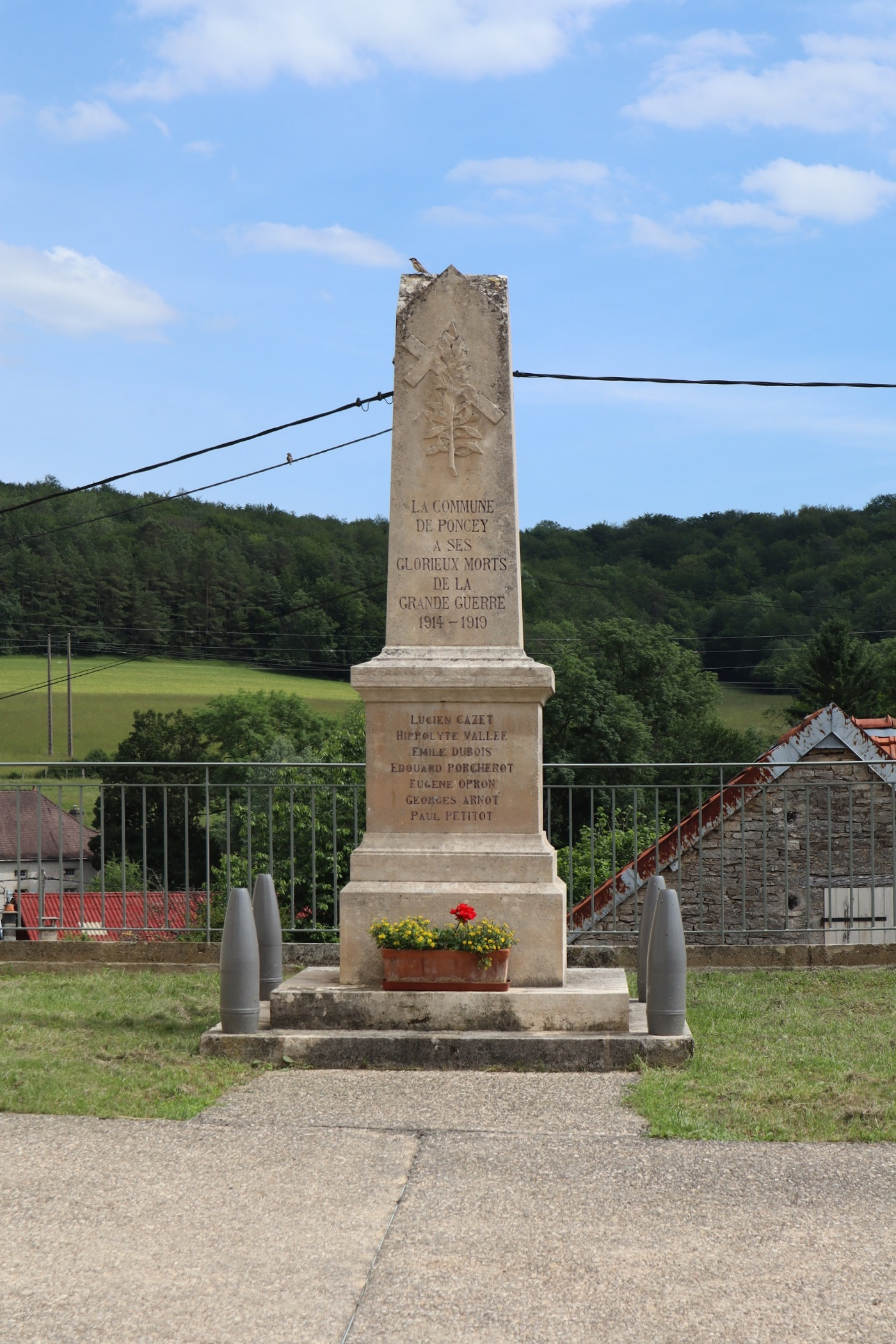
Le monument aux morts.

### Personnalités liées à la commune
- Charles Huard (1874-1965), dessinateur, peintre et graveur, mort à Poncey-sur-l'Ignon.